# 江西町 (名古屋市)
江西町（えにしちょう）は、愛知県名古屋市西区の地名。

## 歴史

### 町名の由来
江川の西側に位置することによる。

### 沿革
- 1917年（大正6年）9月15日 - 西区菊井町の一部により、同区江西町が成立[3]。
- 1939年（昭和14年）7月15日 - 西区則武町の一部を編入する[3]。
- 1951年（昭和26年） - 地内に私立愛知女子商業学園付属名城幼稚園が開園[2]。
- 1981年（昭和56年）
  - 4月29日 - 一部が西区則武新町三丁目に編入される[3]。
  - 8月23日 - 西区則武新町二丁目・則武新町三丁目・菊井二丁目・名駅二丁目にそれぞれ編入され消滅[3]。